# Oedemera vilis
Oedemera vilis es una especie de coleóptero de la familia Oedemeridae.

## Distribución geográfica
Habita en el Cáucaso.